# Сем'єн (провінція)
Сем'єн — історична провінція на північному заході Ефіопії, іноді також називається Гондар.

## Географія
Була розташована на південь та захід від річки Текезе й на північ від озера Тана. На північному сході межувала з провінцією Ендерта, на сході — з провінцією Темб'єн, а на заході — з Суданом.
Територія провінції Сем'єн приблизно збігається з колишньою провінцією Бегемдер, що нині є адміністративною зоною Північний Гондар.
Свого часу до складу провінції входило місто Гондар. Інші великі міста провінції: Адді-Еркей, Адді-Реметс, Дабат, Дерасге, Месфінто й Сокота.
Найвища точка колишньої провінції — Рас-Дашен, що у горах Сем'єн.